# Podicipedini
Podicipedini — триба водно-болотних птахів родини Podicipedidae, яка включає роди Aechmophorus і Podiceps. Члени цеї триби характеризуються наявністю шлюбного пір'я та пухнастою молоддю з голою ділянкою на тімені. Вони більш спеціалізовані для пірнання, хоча анатомія, яка дозволяє їм це робити, робить їх слабкішими, щоб стояти вертикально. Крім того, вони мають багато складних шлюбних танцювальних ритуалів. Виходячи з цих характеристик, інші можливі роди в кладі включають Poliocephalus і Rollandia. Дійсно, молекулярна філогенія Огави та ін. (2015), використовуючи генетичні дані 3 мітохондріальних маркерів, виявили, що Podiceps є парафілетичним по відношенню до Rollandia, оскільки останній рід більш тісно пов'язаний з кількома видами Нового Світу попереднього роду. Включення неогенових родів Pliolymbus і Thiornis базується на їх можливій рекласифікації як молодших синонімів як Podiceps.
Однак є невизначеність, оскільки для деяких членів були знайдені різні ранги. Одне морфологічне дослідження Fjeldså (2004) показало, що Rollandia є найбільш базальним родом пірникоз, а Thiornis класифікується як стовбурові пірникози. Ще одне морфологічне дослідження Ksepka et al. (2013) виявили, що Podilymbus є сестринським родом до Rollandia, обидва ближчі до Aechmophorus і Podiceps, тоді як Poliocephalus і Thiornis ближче до Tachybaptus.